# Cordelia Chase
Cordelia Chase é um personagem das séries Buffy a Caça Vampiros e Angel, interpretada por Charisma Carpenter.
Cordélia se tornou uma seguidora dos Poderes Que São (ou Powers That Be, na versão original) e durante o colegial cursou o Colégio Sunnydale, na cidade de mesmo nome, originalmente apresentada como uma patricinha popular com a qual todos os garotos queriam sair. Cordelia comandava o grupo das Cordettes, ao lado de Harmony Kendall, e da garota abusada que ridicularizava os Scoobies passou a ser uma deles, ao lado de Buffy Summers. Anos mais tarde, Cordelia se mudou para Los Angeles para tentar ser atriz e se tornou um membro fixo da Fang Gang, do vampiro Angel, e conseqüentemente da Investigações Angel, agência sobrenatural de serviço detetive pertencente ao mesmo. Ao lado de Angel, ela enfrentou forças malignas e ganhou o poder da precognição. Cordelia morreu em 2004, usando seus últimos momentos na Terra para auxiliar seu amigo Angel.

## Aparições

### Televisão
Cordelia Chase aparece pela primeira vez no episódio de estréia de Buffy a Caça Vampiros, intitulado Welcome to the Hellmouth. Apresentada como uma amiga em potencial para a mais nova aluna do Colégio Sunnydale, Buffy Summers (Sarah Michelle Gellar), Cordelia revela sua verdadeira personalidade ao zombar cruelmente de Willow (Alyson Hannigan), com quem Buffy faz amizade. Ignorante do sobrenatural, Cordelia aparece regularmente durante a primeira temporada de Buffy para insultar e ridicularizar os outros personagens. Ela desempenha um papel maior no episódio Out of Mind, Out of Sight, no qual ela é vítima de uma pária social que quer se vingar dos estudantes populares por ignorá-la tanto que ficou invisível. No final da temporada, Cordelia ajuda Buffy e seus amigos a combater vampiros, finalmente aceitando a existência de forças sobrenaturais. Na segunda temporada, Cordelia se torna uma aliada mais ativa da Scooby Gang e inicia um relacionamento romântico com Xander Harris (Nicholas Brendon) em Bewitched, Bothered and Bewildered. Namorar alguém com o status social de Xander causa o ostracismo de Cordelia de seus colegas populares e ela relutantemente termina com ele. No entanto, quando Xander executa um feitiço de amor para dar o troco nela por machucá-lo, Cordelia percebe o quanto ele se importa com ela e namora ele novamente, rejeitando seus amigos superficiais no processo. Na terceira temporada, no episódio Lovers Walk, Cordelia fica com o coração partido ao ver Xander beijando Willow e termina o relacionamento. Na mesma temporada, No episódio The Wish, Cordelia volta à sua personalidade antagônica desde a primeira temporada, desassociando-se da Scooby Gang. No episódio The Prom, ela revela que toda a riqueza de sua casa e de sua família acaba de ser apreendida por fraude fiscal e que seus pais (nunca nomeados ou vistos na câmera) estão na prisão. Mais tarde, Cordelia tenta um relacionamento sem sucesso com Wesley (Alexis Denisof) e faz as pazes com Xander no baile. No final da terceira temporada, ela se reúne ao lado de Buffy e seus amigos na formatura contra o prefeito demoníaco de Sunnydale (Harry Groener), onde Cordelia mata seu primeiro vampiro.
Depois de três temporadas em Buffy, Cordelia deixou a série para passar a estrelar Angel, uma série spin-off focada no ex-amante de Buffy, Angel (David Boreanaz). Na primeira temporada de Angel, Cordelia se muda para Los Angeles, na esperança de escapar de sua recém-descoberta pobreza, tornando-se atriz. Depois que Angel salva sua vida no piloto da série, Cordelia o ajuda a fundar a agência de detetives sobrenatural Angel Investigations, trabalhando em uma posição administrativa. Ela também se aproxima do colega de trabalho meio demônio Doyle (Glenn Quinn), mas o romance deles termina com a morte dele após nove episódios da série. Antes de morrer no episódio Hero, Doyle passa sua capacidade de ver pessoas angustiadas até Cordelia quando ele a beija. Embora ela inicialmente veja as visões como uma maldição, no final da primeira temporada, um demônio faz com que as visões de Cordelia a sobrecarregem - fazendo com que ela sinta dor no mundo todo - e após sua recuperação, ela promete ajudar os necessitados. No episódio Reunion, da segunda temporada, Cordelia e os outros funcionários da Angel Investigations são demitidos por Angel, que está ficando cada vez mais obcecado em derrubar o escritório de advocacia Wolfram & Hart. Cordelia se junta a Wesley e Charles Gunn (J. August Richards) na reforma da agência por conta própria. Angel e Cordelia eventualmente se reconciliam no episódio Epifania. Enquanto sua carreira de atriz continua fracassando, Cordelia é sugada e transformada em princesa de uma dimensão do inferno medieval chamada Pylea no episódio da segunda temporada Over the Rainbow. Quando teve a oportunidade de passar suas visões para um campeão chamado Groosalugg (Mark Lutz), Cordelia se recusa a fazer isso e volta a Los Angeles com seus amigos no final da segunda temporada.
No episódio Birthday, da terceira temporada, Cordelia aprende com o demônio Skip (David Denman) que suas visões a estão matando lentamente porque os seres humanos não são fortes o suficiente para controlá-los. Para salvar sua vida, Cordelia aceita a oferta de Skip de alterar a história para que ela nunca conheça Angel em Los Angeles e que, ao invés disso, consiga sua grande chance como atriz. No entanto, mesmo nessa linha do tempo alternativa, Cordelia se sente compelida a ajudar os outros e, eventualmente, cruza o caminho com Angel novamente, que recebeu as visões em seu lugar e agora está louco. Incapaz de deixar sua amiga sofrer, Cordelia faz com que Skip retorne à linha do tempo normal e concorda em se tornar meio demônio, com novos poderes, a fim de abrigar as visões com segurança. Nesta temporada, Angel também se torna pai, com Cordelia entrando para cuidar do bebê, Connor, até que ele seja sequestrado em uma dimensão infernal no episódio "Sleep Tight", apenas para emergir como um adolescente perturbado (Vincent Kartheiser) em The Price. No episódio Waiting in the Wings, Angel percebe que tem sentimentos românticos por Cordelia, mas é impedido de expressá-los pelo retorno de Groosalugg. Cordelia sai com Groosalugg pelo resto da temporada, mas Groo percebe que ela ama Angel e decide ir embora. No final da temporada, Cordelia arranja um encontro com Angel para confessar seus sentimentos, mas é impedida por Skip, que informa que ela se tornou um ser superior. Cordelia aceita seu dever e deixa a Terra para outra dimensão. Na quarta temporada, Cordelia se sente presa em sua posição de ser superior, e assim, no episódio The House Always Wins, ela retorna à Terra em um estado amnésico. Em Spin the Bottle, suas memórias são retornadas através de um feitiço, juntamente com a visão de uma besta misteriosa (Vladimir Kulich). Depois, ela admite a Angel os sentimentos que ela teve por ele. Como Los Angeles sucumbe ao apocalipse no episódio da quarta temporada, Apocalypse, Nowish, Cordelia começa a se comportar fora do personagem; ela seduz Connor, mata Lilah (Stephanie Romanov) no episódio "Calvary", comanda a Besta em Salvage e magicamente luta com o ex-amiga Willow para manter Angel longe de sua alma no episódio "Orpheus". No episódio da mesma temporada chamado Players, a equipe percebe que a agora grávida Cordelia está possuída, então Cordelia leva Connor instável em fuga com ela para que eles possam dar à luz sua filha sobrenatural, Jasmine (Gina Torres). Em Inside Out, Skip explica que Jasmine é o seu mestre, e um ser superior que possuía Cordelia antes de retornar à Terra, manipulando eventos para nascer em um novo corpo próprio.
Cordelia entra em coma pós-natal pelo restante da quarta temporada. Após uma ausência de onze episódios, Cordelia retorna a Angel na quinta temporada, no 100.º episódio da série: You're Welcome. Tendo (aparentemente) acordado de seu coma, Cordelia se reúne com Angel Investigations, que ela descobre que assumiu o comando da Wolfram & Hart desde a derrota de Jasmine. Ela castiga Angel por aceitar o "acordo de W&H com o diabo" e o lembra de sua verdadeira missão e chamado mais alto. Juntos, eles enfrentam e derrotam seu antigo inimigo, Lindsey McDonald (Christian Kane), que estava se passando por Doyle na tentativa de destruir Angel. Nos momentos finais do episódio, Cordelia reitera a Angel que o ama e em seguida o beija, pouco antes de ele receber um telefonema informando que Cordelia morreu naquela manhã no hospital. Quando Angel se vira, Cordelia se foi. Mais tarde, é revelado que esse encontro - os Poderes que estão pagando sua dívida com Cordelia - permitiu que Cordelia transmitisse uma última visão a Angel, dando a ele o conhecimento necessário para derrubar o Círculo do Espinho Negro.
Entre 2001 e 2004, Joss Whedon e Jeph Loeb desenvolveram um episódio piloto de quatro minutos para Buffy the Animated Series, que foi ambientado durante a primeira temporada do programa. Se a série tivesse sido escolhida por uma rede, ela teria apresentado Cordelia (dublada por Charisma Carpenter) em mais aventuras no ensino médio. Após um vazamento do piloto em 2008 para o YouTube, Loeb expressou alguma esperança de que a série possa ser ressuscitada de alguma forma.